# Alfa Capricornídeos

Mapa da constelação de Capricórnio. A linha tracejada amarela marca os limites da constelação e a linha tracejada vermelha representa a eclíptica.

Alfa Capricornídeos são uma chuva de meteoros cujo radiante está localizado próximo da estrela α Capricorni, na constelação de Capricórnio.

## Observação
O fenômeno está associado ao cometa 169P/NEAT e é visível todos os anos entre os dias 15 de julho e 11 de setembro. A atividade máxima ocorre por volta do dia 1 de agosto, quando a taxa horária zenital fica entre 6 e 14 meteoros por hora. Esses meteoros atingem a atmosfera terrestre a uma velocidade de 25 km/s.